# Temporada 1849-1850 del Liceu
La temporada 1849-1850 del Liceu va arribar la primera òpera alemanya: Der Freischütz de Carl Maria von Weber, que va tenir molta influència per al cant coral català amb els cors de Clavé.
| Temporada 1849-1850 del Liceu |                      |                  |                   | |           |                          |
| Òpera                         | Compositor           | Director musical | Director d'escena | Papers principals | Producció | Dates                    |
| Der Freischütz                | Carl Maria von Weber | Marià Obiols     |                   | Ferran Rauret, Carlotta Gruitz, Giovanna Rossi-Caccia, Agustí Rodas, Emmanuele Testa, Ferran Rauret, Antoni Vives, Josep Obiols  |           | 4 d'agost                |
| Lucia di Lammermoor           | Gaetano Donizetti    | Marià Obiols     |                   | Adolfo de Gironella, Giovanna Rossi-Caccia, Guglielmo Fedor, Emmanuele Testa, Agustí Rodas, Adelaida Aleu-Cavallé, Ferran Rauret |           | 15 de setembre           |
| Dom Sébastien                 | Gaetano Donizetti    | Marià Obiols     |                   | Giacomo Roppa, Ferran Rauret, Agustí Rodas, Gaetano Ferri, Antoni Vives, Carlotta Gruitz, Josep Obiols                           |           | 31 d'octubre             |
| I martiri                     | Gaetano Donizetti    | Marià Obiols     |                   | Agustí Rodas, Giovanna Rossi-Caccia, Giacomo Roppa, Gaetano Ferri, Agustí Rodas, Emmanuele Testa, Ferran Rauret                  |           | 15 de desembre           |
| Belisario                     | Gaetano Donizetti    |                  |                   | |           | 17 de gener              |
| Norma                         | Vincenzo Bellini     | Marià Obiols     |                   | Marcel Rogés, Agustí Rodas, Giovanna Rossi-Caccia, Caterina Mas-Porcell, Adelaida Aleu-Cavallé, Ferran Rauret                    |           |                          |
| Macbeth                       | Giuseppe Verdi       | Marià Obiols     |                   | Gaetano Ferri, Pietro Rodda [Pere Roda]/Antoni Vives, Carlotta Gruitz, Adelaida Aleu-Cavallé, Ferran Rauret, Emanuele Testa      |           | 8 d'abril - 11 de juliol |